# Czechy na Letnich Igrzyskach Olimpijskich 2016
Czechy na Letnich Igrzyskach Olimpijskich 2016 – kadra sportowców reprezentujących Czechy na igrzyskach w 2016 roku w Rio de Janeiro. Kadra liczyła 105 sportowców.

## Zdobyte medale
| Medal  | Zawodnik                                          | Dyscyplina    | Konkurencja            | Data        |
| ------ | ------------------------------------------------- | ------------- | ---------------------- | ----------- |
| Złoto  | Lukáš Krpálek                                     | Judo          | do 100 kg mężczyzn     | 11 sierpnia |
| Srebro | Josef Dostál                                      | Kajakarstwo   | K-1 1000 m             | 16 sierpnia |
| Srebro | Jaroslav Kulhavý                                  | Kolarstwo     | cross-country mężczyzn | 21 sierpnia |
| Brąz   | Jiří Prskavec                                     | Kajakarstwo   | K-1 mężczyzn           | 10 sierpnia |
| Brąz   | Ondřej Synek                                      | Wioślarstwo   | jedynka mężczyzn       | 13 sierpnia |
| Brąz   | Petra Kvitová                                     | Tenis ziemny  | singiel kobiet         | 13 sierpnia |
| Brąz   | Lucie Šafářová Barbora Strýcová                   | Tenis ziemny  | debel kobiet           | 13 sierpnia |
| Brąz   | Lucie Hradecká Radek Štěpánek                     | Tenis ziemny  | mikst                  | 14 sierpnia |
| Brąz   | Barbora Špotáková                                 | Lekkoatletyka | rzut oszczepem         | 18 sierpnia |
| Brąz   | Josef Dostál Daniel Havel Jan Štěrba Lukáš Trefil | Kajakarstwo   | K-4 1000 m mężczyzn    | 20 sierpnia |

## Reprezentanci

### Badminton
| Zawodnik          | Konkurencja             | Faza grupowa                  | Faza grupowa | 1/8 finału       | Ćwierćfinały     | Półfinały        | Finał            | Pozycja |
| Zawodnik          | Konkurencja             | Przeciwnicy Wynik             | Pozycja      | Przeciwnik Wynik | Przeciwnik Wynik | Przeciwnik Wynik | Przeciwnik Wynik | Pozycja |
| ----------------- | ----------------------- | ----------------------------- | ------------ | ---------------- | ---------------- | ---------------- | ---------------- | ------- |
| Petr Koukal       | gra pojedyncza mężczyzn | Ouseph P 0:2 Sasaki P 1:2     | 3.           | NQ               | NQ               | NQ               | NQ               | 17.-41. |
| Kristína Gavnholt | singiel kobiet          | Yamaguchi P 1:2 Jing Yi P 0:2 | 3.           | —                | NQ               | NQ               | NQ               | 17.-41. |

### Gimnastyka sportowa
| Zawodnik     | Konkurencja       | Eliminacje | Eliminacje | Finał | Finał   | Pozycja |
| Zawodnik     | Konkurencja       | Wynik      | Pozycja    | Wynik | Pozycja | Pozycja |
| ------------ | ----------------- | ---------- | ---------- | ----- | ------- | ------- |
| David Jessen | wielobój mężczyzn | 79,681     | 47.        | NQ    | NQ      | 47.     |

### Golf
| Zawodnik       | Konkurencja    | Runda 1 | Runda 2 | Runda 3 | Runda 4 | Razem  | Razem | Razem   |
| Zawodnik       | Konkurencja    | Punkty  | Punkty  | Punkty  | Punkty  | Punkty | Par   | Pozycja |
| -------------- | -------------- | ------- | ------- | ------- | ------- | ------ | ----- | ------- |
| Klára Spilková | turniej kobiet | 77      | 73      | 71      | 74      | 295    | +11   | 48.     |

### Judo
| Zawodnik       | Konkurencja      | 1/32                      | 1/16                    | 1/8                      | Ćwierćfinały             | Półfinały               | Repasaż 1        | Repasaż 2        | Repasaż 3        | Finał                   | Pozycja |
| Zawodnik       | Konkurencja      | Przeciwnik Wynik          | Przeciwnik Wynik        | Przeciwnik Wynik         | Przeciwnik Wynik         | Przeciwnik Wynik        | Przeciwnik Wynik | Przeciwnik Wynik | Przeciwnik Wynik | Przeciwnik Wynik        | Pozycja |
| -------------- | ---------------- | ------------------------- | ----------------------- | ------------------------ | ------------------------ | ----------------------- | ---------------- | ---------------- | ---------------- | ----------------------- | ------- |
| Pavel Petřikov | −60 kg mężczyzn  | BYE                       | Gavin Mogopa W 110-000  | Naohisa Takatō P 000-100 | NQ                       | NQ                      | NQ               | NQ               | NQ               | NQ                      | 9.-16.  |
| Jaromír Ježek  | −73 kg mężczyzn  | Magdiel Estrada P 002-010 | NQ                      | NQ                       | NQ                       | NQ                      | NQ               | NQ               | NQ               | NQ                      | 33.-36. |
| Lukáš Krpálek  | −100 kg mężczyzn | BYE                       | Jorge Fonseca W 010-001 | Maksim Rakow W 000-000   | Ryūnosuke Haga W 000-000 | Cyrille Maret W 100-000 | —                | —                | —                | Elmar Qasımov W 100-000 | złoto   |

### Kajakarstwo

#### Kajakarstwo klasyczne
Mężczyźni
| Zawodnik                                          | Konkurencja | Eliminacje | Eliminacje | Półfinały | Półfinały | Finał A/B | Finał A/B | Pozycja |
| Zawodnik                                          | Konkurencja | Czas       | Pozycja    | Czas      | Pozycja   | Czas      | Pozycja   | Pozycja |
| ------------------------------------------------- | ----------- | ---------- | ---------- | --------- | --------- | --------- | --------- | ------- |
| Josef Dostál                                      | K-1 1000 m  | 3:35,342   | 2. Q       | 3:36,384  | 8. (FA)   | 3:32,145  | 2.        | srebro  |
| Martin Fuksa                                      | C-1 200 m   | 40,311     | 9. Q       | 40,311    | 10. (FA)  | 39,760    | 1.        | 9.      |
| Martin Fuksa                                      | C-1 1000 m  | 4:01,492   | 5. Q       | 4:01,793  | 2. (FA)   | 4:03,322  | 5.        | 5.      |
| Filip Šváb                                        | K-1 200 m   | 3:35,342   | 19.        | NQ        | NQ        | NQ        | NQ        | 19.     |
| Filip Dvořák Jaroslav Radoň                       | C-2 1000 m  | 3:36,818   | 7. Q       | 3:42,166  | 4. (FA)   | 3:49,352  | 7.        | 7.      |
| Daniel Havel Jan Štěrba                           | K-2 1000 m  | 3:53,907   | 12. Q      | 3:21,569  | 8. (FB)   | 3:25,966  | 4.        | 12.     |
| Josef Dostál Daniel Havel Jan Štěrba Lukáš Trefil | K-4 1000 m  | 2:52,027   | 1. (FA)    | —         | —         | 3:05,176  | 3.        | brąz    |

#### Kajakarstwo górskie
Mężczyźni
| Zawodnik                   | Konkurencja | Eliminacje | Eliminacje | Eliminacje | Eliminacje | Eliminacje | Eliminacje | Półfinały | Półfinały | Finał  | Finał   | Pozycja |
| Zawodnik                   | Konkurencja | P 1        | M.         | P 2        | M.         | Razem      | M.         | Czas      | Miejsce   | Czas   | Miejsce | Pozycja |
| -------------------------- | ----------- | ---------- | ---------- | ---------- | ---------- | ---------- | ---------- | --------- | --------- | ------ | ------- | ------- |
| Vítězslav Gebas            | C-1         | 109,92     | 14.        | 102,78     | 12.        | 102,78     | 14. Q      | 98,77     | 5. Q      | 97,57  | 4.      | 4.      |
| Jonáš Kašpar Marek Šindler | C-2         | 104,32     | 5.         | 103,43     | 2.         | 103,43     | 4. Q       | 108,09    | 2. Q      | 108,35 | 8.      | 8.      |
| Jiří Prskavec              | K-1         | 88,71      | 3.         | 101,18     | 17.        | 88,71      | 7. Q       | 90,62     | 2. Q      | 86,99  | 3.      | brąz    |

Kobiety
| Zawodniczka       | Konkurencja | Eliminacje | Eliminacje | Eliminacje | Eliminacje | Eliminacje | Eliminacje | Półfinały | Półfinały | Finał  | Finał   | Pozycja |
| Zawodniczka       | Konkurencja | P 1        | M.         | P 2        | M.         | Razem      | M.         | Czas      | Miejsce   | Czas   | Miejsce | Pozycja |
| ----------------- | ----------- | ---------- | ---------- | ---------- | ---------- | ---------- | ---------- | --------- | --------- | ------ | ------- | ------- |
| Kateřina Kudějová | K-1         | 102,06     | 3.         | 106,10     | 8.         | 102,06     | 5. Q       | 103,78    | 4. Q      | 108,76 | 10.     | 10.     |

### Kolarstwo

#### Kolarstwo górskie
| Zawodniczka      | Konkurencja       | Czas    | Pozycja |
| ---------------- | ----------------- | ------- | ------- |
| Ondřej Cink      | cross-country (m) | 1:38:18 | 14.     |
| Jaroslav Kulhavý | cross-country (m) | 1:34:18 | srebro  |
| Jan Škarnitzl    | cross-country (m) | 1:41:11 | 22.     |
| Kateřina Nash    | cross-country (k) | 1:32:25 | 5.      |

#### Kolarstwo szosowe
Mężczyźni
| Zawodnik      | Konkurencja                | Czas       | Pozycja |
| ------------- | -------------------------- | ---------- | ------- |
| Jan Bárta     | wyścig ze startu wspólnego | DNF        | DNF     |
| Jan Bárta     | jazda indywidualna na czas | 1:15:56,91 | 15.     |
| Leopold König | wyścig ze startu wspólnego | DNF        | DNF     |
| Leopold König | jazda indywidualna na czas | 1:15:23,64 | 11.     |
| Zdeněk Štybar | wyścig ze startu wspólnego | DNF        | DNF     |
| Petr Vakoč    | wyścig ze startu wspólnego | 6:30:05    | 58.     |

#### Kolarstwo torowe
Sprint
| Zawodnik      | Konkurencja       | Kwalifikacje | Kwalifikacje | Runda 1                  | Repasaż                                         | Ćwierćfinały        | Półfinały           | Finał               | Pozycja |
| Zawodnik      | Konkurencja       | Czas         | Pozycja      | Przeciwnik Rezultat      | Przeciwnik Rezultat                             | Przeciwnik Rezultat | Przeciwnik Rezultat | Przeciwnik Rezultat | Pozycja |
| ------------- | ----------------- | ------------ | ------------ | ------------------------ | ----------------------------------------------- | ------------------- | ------------------- | ------------------- | ------- |
| Pavel Kelemen | indywidualnie (m) | 9,969        | 14. Q        | Grégory Baugé P (10,264) | Patrick Constable / Damian Zieliński P (10,741) | NQ                  | NQ                  | NQ                  | 13.-18. |

Keirin
| Zawodnik      | Konkurencja | Runda 1 | Repasaż | Runda 2 | Finał   | Pozycja |
| Zawodnik      | Konkurencja | Pozycja | Pozycja | Pozycja | Pozycja | Pozycja |
| ------------- | ----------- | ------- | ------- | ------- | ------- | ------- |
| Pavel Kelemen | mężczyźni   | 6.      | 4.      | NQ      | NQ      | 13.-28. |

### Lekkoatletyka

#### Kobiety
Konkurencje biegowe
| Konkurencja                | Zawodniczka           | Runda 1  | Runda 1 | Runda 2  | Runda 2 | Półfinał | Półfinał | Finał    | Finał   | Pozycja |
| Konkurencja                | Zawodniczka           | Rezultat | Pozycja | Rezultat | Pozycja | Rezultat | Pozycja  | Rezultat | Pozycja | Pozycja |
| -------------------------- | --------------------- | -------- | ------- | -------- | ------- | -------- | -------- | -------- | ------- | ------- |
| Bieg na 400 m przez płotki | Zuzana Hejnová        | 55,54    | 6. Q    | —        | —       | 54,55    | 2. Q     | 53,92    | 4.      | 4.      |
| Bieg na 400 m przez płotki | Denisa Rosolová       | 56,36    | 22. q   | —        | —       | 57,39    | 24.      | NQ       | NQ      | 24.     |
| Maraton                    | Eva Vrabcová-Nývltová | —        | —       | —        | —       | —        | —        | 2:33:51  | 26.     | 26.     |
| Chód na 20 km              | Anežka Drahotová      | —        | —       | —        | —       | —        | —        | 1:30:43  | 10.     | 10.     |

Konkurencje techniczne
| Konkurencja    | Zawodniczka         | Eliminacje | Eliminacje | Finał    | Finał   | Pozycja |
| Konkurencja    | Zawodniczka         | Rezultat   | Pozycja    | Rezultat | Pozycja | Pozycja |
| -------------- | ------------------- | ---------- | ---------- | -------- | ------- | ------- |
| Skok wzwyż     | Michaela Hrubá      | 1,92       | 18.        | NQ       | NQ      | 18.     |
| Skok o tyczce  | Romana Maláčová     | 4,30       | 24.        | NQ       | NQ      | 24.     |
| Skok o tyczce  | Jiřina Ptáčníková   | 4,45       | 19.        | NQ       | NQ      | 19.     |
| Rzut oszczepem | Barbora Špotáková   | 64,65      | 2. Q       | 64,80    | 3.      | brąz    |
| Rzut młotem    | Kateřina Šafránková | 68,33      | 17.        | NQ       | NQ      | 17.     |

Siedmiobój
| Zawodnik         |          | 100 m ppł | Skok wzwyż | Pchnięcie kulą | 200 m | Skok w dal | Rzut oszczepem | 800 m   | Wynik | Pozycja |
| ---------------- | -------- | --------- | ---------- | -------------- | ----- | ---------- | -------------- | ------- | ----- | ------- |
| Kateřina Cachová | Rezultat | 13,19     | 1,77       | 12,38          | 24,32 | 5,91       | 37,77          | 2:18,95 | 5858  | 24.     |
| Kateřina Cachová | Punkty   | 1096      | 941        | 686            | 950   | 822        | 625            | 838     | 5858  | 24.     |
| Eliška Klučinová | Rezultat | 14,07     | 1,80       | 14,41          | 25,37 | 6,08       | 46,73          | 2:22,81 | 6077  | 22.     |
| Eliška Klučinová | Punkty   | 968       | 978        | 821            | 853   | 874        | 797            | 786     | 6077  | 22.     |

#### Mężczyźni
Konkurencje biegowe
| Konkurencja                | Zawodnik     | Runda 1  | Runda 1 | Runda 2  | Runda 2 | Półfinał | Półfinał | Finał    | Finał   | Pozycja |
| Konkurencja                | Zawodnik     | Rezultat | Pozycja | Rezultat | Pozycja | Rezultat | Pozycja  | Rezultat | Pozycja | Pozycja |
| -------------------------- | ------------ | -------- | ------- | -------- | ------- | -------- | -------- | -------- | ------- | ------- |
| Bieg na 400 m              | Pavel Maslák | 45,54    | 19. q   | —        | —       | 45,06    | 16.      | NQ       | NQ      | 16.     |
| Bieg na 1500 m             | Jakub Holuša | 3:38,31  | 1. Q    | —        | —       | 3:40,83  | 17.      | NQ       | NQ      | 17.     |
| Bieg na 110 m przez płotki | Petr Svoboda | 13,65    | 23. q   | —        | —       | 13,67    | 18.      | NQ       | NQ      | 18.     |
| Chód na 50 km              | Lukáš Gdula  | —        | —       | —        | —       | —        | —        | DSQ      | DSQ     | DSQ     |

Konkurencje techniczne
| Konkurencja    | Zawodnik         | Eliminacje | Eliminacje | Finał    | Finał   | Pozycja |
| Konkurencja    | Zawodnik         | Rezultat   | Pozycja    | Rezultat | Pozycja | Pozycja |
| -------------- | ---------------- | ---------- | ---------- | -------- | ------- | ------- |
| Skok wzwyż     | Jaroslav Bába    | 2,26       | 12. q      | 2,20     | 14.     | 14.     |
| Skok o tyczce  | Michal Balner    | 5,60       | 10. q      | 5.50     | 7.      | 7.      |
| Skok o tyczce  | Jan Kudlička     | 5,70       | 7. Q       | 5.75     | 4.      | 4.      |
| Skok w dal     | Radek Juška      | 7,84       | 13.        | NQ       | NQ      | 13.     |
| Pchnięcie kulą | Tomáš Staněk     | 19,76      | 20.        | NQ       | NQ      | 20.     |
| Rzut oszczepem | Jakub Vadlejch   | 83,27      | 7. Q       | 82,42    | 8.      | 8.      |
| Rzut oszczepem | Vítězslav Veselý | 82,85      | 10. q      | 82,51    | 7.      | 7.      |
| Rzut młotem    | Lukáš Melich     | 73,14      | 15.        | NQ       | NQ      | 15.     |

Dziesięciobój
| Zawodnik      |          | 100 m | Skok w dal | Pchnięcie kulą | Skok wzwyż | 400 m | 110 m ppł | Rzut dyskiem | Skok o tyczce | Rzut oszczepem | 1500 m  | Wynik | Pozycja |
| ------------- | -------- | ----- | ---------- | -------------- | ---------- | ----- | --------- | ------------ | ------------- | -------------- | ------- | ----- | ------- |
| Adam Helcelet | Rezultat | 11,06 | 7,35       | 15,11          | 2,04       | 49,51 | 14,37     | 44,13        | 4,70          | 68,20          | 4:34,41 | 8291  | 12.     |
| Adam Helcelet | Punkty   | 847   | 898        | 796            | 840        | 837   | 927       | 749          | 819           | 862            | 716     | 8291  | 12.     |
| Jiří Sýkora   | Rezultat | 11,15 | 7,00       | 13,45          | 1,98       | 49,88 | 15,02     | 44,49        | DNF           | 56,99          | DNF     | 6237  | 25.     |
| Jiří Sýkora   | Punkty   | 827   | 814        | 695            | 785        | 820   | 847       | 756          | 0             | 693            | 0       | 6237  | 25.     |

### Pięciobój nowoczesny
| Zawodnik         | Konkurencja | Szermierka | Szermierka | Szermierka | Pływanie | Pływanie | Pływanie | Jazda konna | Jazda konna | Jazda konna | Kombinacja: strzelanie/bieg przełajowy | Kombinacja: strzelanie/bieg przełajowy | Kombinacja: strzelanie/bieg przełajowy | Suma punktów | Pozycja |
| Zawodnik         | Konkurencja | Wynik      | M.         | Punkty     | Czas     | M.       | Punkty   | Kary        | M.          | Punkty      | Czas                                   | M.                                     | Punkty                                 | Suma punktów | Pozycja |
| ---------------- | ----------- | ---------- | ---------- | ---------- | -------- | -------- | -------- | ----------- | ----------- | ----------- | -------------------------------------- | -------------------------------------- | -------------------------------------- | ------------ | ------- |
| Jan Kuf          | mężczyźni   | 19/35      | 15.        | 215        | 2:05,84  | 26.      | 323      | DNF         | 33.         | 0           | 12:15,62                               | 34.                                    | 565                                    | 1103         | 36.     |
| David Svoboda    | mężczyźni   | 21/35      | 7.         | 226        | 2:05,59  | 23.      | 324      | 18          | 19.         | 282         | 11:20,92                               | 10.                                    | 620                                    | 1452         | 9.      |
| Barbora Kodedová | kobiety     | 20/35      | 10.        | 220        | 2:24,70  | 34.      | 266      | 51          | 28.         | 249         | 13:25,36                               | 29.                                    | 495                                    | 1230         | 26.     |

### Pływanie
Kobiety
| Zawodniczka                                                          | Konkurencja               | Eliminacje | Eliminacje | Półfinał | Półfinał | Finał     | Finał   | Pozycja |
| Zawodniczka                                                          | Konkurencja               | Czas       | Miejsce    | Czas     | Miejsce  | Czas      | Miejsce | Pozycja |
| -------------------------------------------------------------------- | ------------------------- | ---------- | ---------- | -------- | -------- | --------- | ------- | ------- |
| Simona Baumrtová                                                     | 100 m st. grzbietowym     | 1:01,08    | 17.        | NQ       | NQ       | NQ        | NQ      | 17.     |
| Simona Baumrtová                                                     | 200 m st. grzbietowym     | 2:13,26    | 23.        | NQ       | NQ       | NQ        | NQ      | 23.     |
| Simona Baumrtová                                                     | 200 m st. zmiennym        | 2:17,21    | 36.        | NQ       | NQ       | NQ        | NQ      | 36.     |
| Martina Moravčíková                                                  | 100 m st. klasycznym      | 1:08,50    | 26.        | NQ       | NQ       | NQ        | NQ      | 26.     |
| Martina Moravčíková                                                  | 200 m st. klasycznym      | 2:27,51    | 18.        | NQ       | NQ       | NQ        | NQ      | 18.     |
| Jana Pechanová                                                       | 10 km na otwartym akwenie | —          | —          | —        | —        | 1:59:07,7 | 19.     | 19.     |
| Barbora Seemanová                                                    | 200 m st. dowolnym        | 2:00,26    | 31.        | NQ       | NQ       | NQ        | NQ      | 31.     |
| Lucie Svěcená                                                        | 100 m st. motylkowym      | 59,45      | 27.        | NQ       | NQ       | NQ        | NQ      | 27.     |
| Barbora Závadová                                                     | 200 m st. zmiennym        | 2:14,45    | 21.        | NQ       | NQ       | NQ        | NQ      | 21.     |
| Barbora Závadová                                                     | 400 m st. zmiennym        | 4:38,53    | 14.        | —        | —        | NQ        | NQ      | 14.     |
| Simona Baumrtová Martina Moravčíková Lucie Svěcená Barbora Seemanová | 4 × 100 m st. zmiennym    | DSQ        | DSQ        | —        | —        | NQ        | NQ      | DSQ     |

Mężczyźni
| Zawodnik      | Konkurencja        | Eliminacje | Eliminacje | Półfinał | Półfinał | Finał | Finał   | Pozycja |
| Zawodnik      | Konkurencja        | Czas       | Miejsce    | Czas     | Miejsce  | Czas  | Miejsce | Pozycja |
| ------------- | ------------------ | ---------- | ---------- | -------- | -------- | ----- | ------- | ------- |
| Pavel Janeček | 400 m st. zmiennym | 4:22,09    | 24.        | NQ       | NQ       | NQ    | NQ      | 24.     |
| Jan Micka     | 400 m st. wolnym   | 3:49,97    | 29.        | —        | —        | NQ    | NQ      | 29.     |
| Jan Micka     | 1500 m st. wolnym  | 14:58,69   | 12.        | —        | —        | NQ    | NQ      | 12.     |

### Pływanie synchroniczne
| Zawodnik                        | Konkurencja | Eliminacje                    | Eliminacje                    | Eliminacje                 | Eliminacje                 | Eliminacje         | Eliminacje         | Finał  | Finał   |
| Zawodnik                        | Konkurencja | Eliminacje – runda techniczna | Eliminacje – runda techniczna | Eliminacje – runda dowolna | Eliminacje – runda dowolna | Eliminacje – Razem | Eliminacje – Razem | Finał  | Finał   |
| Zawodnik                        | Konkurencja | Punkty                        | Miejsce                       | Punkty                     | Miejsce                    | Punkty             | Miejsce            | Punkty | Miejsce |
| ------------------------------- | ----------- | ----------------------------- | ----------------------------- | -------------------------- | -------------------------- | ------------------ | ------------------ | ------ | ------- |
| Soňa Bernardová Alžběta Dufková | Duety       | 80,064                        | 18.                           | 80,533                     | 18.                        | 160,597            | 18.                | NQ     | NQ      |

### Podnoszenie ciężarów
| Zawodnik   | Konkurencja | Rwanie | Rwanie  | Podrzut | Podrzut | Razem | Pozycja |
| Zawodnik   | Konkurencja | Wynik  | Pozycja | Wynik   | Pozycja | Razem | Pozycja |
| ---------- | ----------- | ------ | ------- | ------- | ------- | ----- | ------- |
| Jiří Orság | +105 kg (m) | 185    | 14.     | 240     | 6.      | 425   | 8.      |

### Piłka siatkowa

#### Siatkówka plażowa
| Zawodnicy                          | Konkurencja | Faza grupowa                                                              | Faza grupowa | Play-off                | 1/8 finału       | Ćwierćfinały     | Półfinały        | Finał            | Pozycja |
| Zawodnicy                          | Konkurencja | Przeciwnicy Wynik                                                         | Pozycja      | Przeciwnik Wynik        | Przeciwnik Wynik | Przeciwnik Wynik | Przeciwnik Wynik | Przeciwnik Wynik | Pozycja |
| ---------------------------------- | ----------- | ------------------------------------------------------------------------- | ------------ | ----------------------- | ---------------- | ---------------- | ---------------- | ---------------- | ------- |
| Barbora Hermannová Markéta Sluková | kobiety     | Bednarczuk / Seixas P 1:2 Baquerizo / Fernández P 0:2 Gallay / Klug W 2:1 | 3.           | Birłowa / Ukołowa P 1:2 | NQ               | NQ               | NQ               | NQ               | 17.     |

### Strzelectwo
| Zawodnik         | Konkurencja                                   | Kwalifikacje | Kwalifikacje | Półfinał | Półfinał | Finał | Finał   | Pozycja |
| Zawodnik         | Konkurencja                                   | Wynik        | Pozycja      | Wynik    | Pozycja  | Wynik | Pozycja | Pozycja |
| ---------------- | --------------------------------------------- | ------------ | ------------ | -------- | -------- | ----- | ------- | ------- |
| David Kostelecký | trap (m)                                      | 118          | 5. Q         | 13       | 3. q     | 9     | 4.      | 4.      |
| Filip Nepejchal  | karabin pneumatyczny, 10 m (m)                | 619,9        | 35.          | —        | —        | NQ    | NQ      | 35.     |
| Filip Nepejchal  | karabin małokalibrowy leżąc, 50 m (m)         | 620,5        | 33.          | —        | —        | NQ    | NQ      | 33.     |
| Filip Nepejchal  | karabin małokalibrowy, trzy pozycje, 50 m (m) | 1169         | 21.          | —        | —        | NQ    | NQ      | 21.     |
| Adéla Bruns      | karabin pneumatyczny, 10 m (k)                | 411,8        | 32.          | —        | —        | NQ    | NQ      | 12.     |
| Adéla Bruns      | karabin małokalibrowy, trzy pozycje, 50 m (k) | 582          | 8. Q         | —        | —        | 404,3 | 7.      | 7.      |
| Libuše Jahodová  | skeet (k)                                     | 58           | 20.          | NQ       | NQ       | NQ    | NQ      | 20.     |
| Nikola Mazurová  | karabin pneumatyczny, 10 m (k)                | 414,4        | 18.          | —        | —        | NQ    | NQ      | 18.     |
| Nikola Mazurová  | karabin małokalibrowy, trzy pozycje, 50 m (k) | 575          | 25.          | —        | —        | NQ    | NQ      | 25.     |

### Szermierka
| Zawodniczka           | Konkurencja              | 1/32                  | 1/16                          | 1/8              | Ćwierćfinały     | Miejsca 5-8.     | Półfinały        | Mecz o 5. miejsce | Finał            | Pozycja |
| Zawodniczka           | Konkurencja              | Przeciwnik Wynik      | Przeciwnik Wynik              | Przeciwnik Wynik | Przeciwnik Wynik | Przeciwnik Wynik | Przeciwnik Wynik | Przeciwnik Wynik  | Przeciwnik Wynik | Pozycja |
| --------------------- | ------------------------ | --------------------- | ----------------------------- | ---------------- | ---------------- | ---------------- | ---------------- | ----------------- | ---------------- | ------- |
| Jiří Beran            | szpada indywidualnie (m) | Athos Schwantes P 6-8 | NQ                            | NQ               | NQ               | NQ               | NQ               | NQ                | NQ               | 33.-39. |
| Alexander Choupenitch | floret indywidualnie (m) | BYE                   | Alaaeldin Abouelkassem P 8-15 | NQ               | NQ               | NQ               | NQ               | NQ                | NQ               | 17.-32. |

### Tenis stołowy
Mężczyźni
| Zawodnik           | Konkurencja | Eliminacje       | Runda 1              | Runda 2          | Runda 3          | 1/8 finału       | Ćwierćfinały     | Półfinały        | Finał            | Pozycja |
| Zawodnik           | Konkurencja | Przeciwnik Wynik | Przeciwnik Wynik     | Przeciwnik Wynik | Przeciwnik Wynik | Przeciwnik Wynik | Przeciwnik Wynik | Przeciwnik Wynik | Przeciwnik Wynik | Pozycja |
| ------------------ | ----------- | ---------------- | -------------------- | ---------------- | ---------------- | ---------------- | ---------------- | ---------------- | ---------------- | ------- |
| Lubomír Jančařík   | singiel     | BYE              | Zokhid Kenjaev P 2:4 | NQ               | NQ               | NQ               | NQ               | NQ               | NQ               | 65.-81. |
| Dimitrij Prokopcov | singiel     | BYE              | Segun Toriola P 2:4  | NQ               | NQ               | NQ               | NQ               | NQ               | NQ               | 65.-81. |

Kobiety
| Zawodniczka      | Konkurencja | Eliminacje       | Runda 1          | Runda 2               | Runda 3          | 1/8 finału       | Ćwierćfinały     | Półfinały        | Finał            | Pozycja |
| Zawodniczka      | Konkurencja | Przeciwnik Wynik | Przeciwnik Wynik | Przeciwnik Wynik      | Przeciwnik Wynik | Przeciwnik Wynik | Przeciwnik Wynik | Przeciwnik Wynik | Przeciwnik Wynik | Pozycja |
| ---------------- | ----------- | ---------------- | ---------------- | --------------------- | ---------------- | ---------------- | ---------------- | ---------------- | ---------------- | ------- |
| Hana Matelová    | singiel     | BYE              | Zhang Mo P 3:4   | NQ                    | NQ               | NQ               | NQ               | NQ               | NQ               | 65.-81. |
| Iveta Vacenovská | singiel     | BYE              | Lady Ruano W 4:0 | Tetyana Bilenko P 0:4 | NQ               | NQ               | NQ               | NQ               | NQ               | 33.-64. |

### Tenis ziemny
Mężczyźni
| Zawodnik                   | Konkurencja | 1/32                         | 1/16                                          | 1/8              | Ćwierćfinały     | Półfinały        | Finał            | Pozycja |
| Zawodnik                   | Konkurencja | Przeciwnik Wynik             | Przeciwnik Wynik                              | Przeciwnik Wynik | Przeciwnik Wynik | Przeciwnik Wynik | Przeciwnik Wynik | Pozycja |
| -------------------------- | ----------- | ---------------------------- | --------------------------------------------- | ---------------- | ---------------- | ---------------- | ---------------- | ------- |
| Lukáš Rosol                | singel      | Benoît Paire P 6:3, 3:6, 4:6 | NQ                                            | NQ               | NQ               | NQ               | NQ               | 33.-64. |
| Lukáš Rosol Radek Štěpánek | debel       | —                            | Roberto Bautista-Agut David Ferrer P 1:4, 4:6 | NQ               | NQ               | NQ               | NQ               | 17.-32. |

Kobiety
| Zawodniczka                      | Konkurencja | 1/32                            | 1/16                                             | 1/8                                                 | Ćwierćfinały                                         | Półfinały                                       | Finał                                       | Pozycja |
| Zawodniczka                      | Konkurencja | Przeciwnik Wynik                | Przeciwnik Wynik                                 | Przeciwnik Wynik                                    | Przeciwnik Wynik                                     | Przeciwnik Wynik                                | Przeciwnik Wynik                            | Pozycja |
| -------------------------------- | ----------- | ------------------------------- | ------------------------------------------------ | --------------------------------------------------- | ---------------------------------------------------- | ----------------------------------------------- | ------------------------------------------- | ------- |
| Lucie Hradecká                   | singel      | Caroline Wozniacki P 2:6, 2:6   | NQ                                               | NQ                                                  | NQ                                                   | NQ                                              | NQ                                          | 33.-64. |
| Petra Kvitová                    | singel      | Tímea Babos W 6:1, 6:2          | Caroline Wozniacki W 6:2, 6:4                    | Jekatierina Makarowa W 4:6, 6:4, 6:4                | Elina Switolina W 6:2, 6:0                           | Mónica Puig P 4:6, 6:1, 3:6                     | Madison Keys W 7:5, 2:6, 6:2                | brąz    |
| Lucie Šafářová                   | singel      | Karin Knapp W 4:6, 6:1, 6:1     | Kirsten Flipkens P 2:6, k                        | NQ                                                  | NQ                                                   | NQ                                              | NQ                                          | 17.-32. |
| Barbora Strýcová                 | singel      | Yanina Wickmayer W 7:6 (6), 6:1 | Sara Errani P 2:6, 2:6                           | NQ                                                  | NQ                                                   | NQ                                              | NQ                                          | 17.-32. |
| Andrea Hlaváčková Lucie Hradecká | debel       | —                               | Olha Sawczuk Elina Switolina W 7:6 (1), 1:6, 6:4 | Peng Shuai Zhang Shuai W 6:4, 6:4                   | Darja Kasatkina Swietłana Kuzniecowa W 6:1, 4:6, 7,5 | Timea Bacsinszky Martina Hingis P 7:5, 6:7, 2,6 | Lucie Šafářová Barbora Strýcová P 5:7, 1:6  | 4.      |
| Lucie Šafářová Barbora Strýcová  | debel       | —                               | Serena Williams Venus Williams W 6:3, 6:4        | Eugenie Bouchard Gabriela Dabrowski W 6:7, 6:2, 6:3 | Sara Errani Roberta Vinci W 4:6, 6:4, 6:4            | Jekatierina Makarowa Jelena Wiesnina P 6:7, 4:6 | Andrea Hlaváčková Lucie Hradecká W 7:5, 6:1 | brąz    |

Mikst
| Zawodnicy                     | Konkurencja | 1/8                                 | Ćwierćfinały                              | Półfinały                                  | Finał                                | Pozycja |
| Zawodnicy                     | Konkurencja | Przeciwnik Wynik                    | Przeciwnik Wynik                          | Przeciwnik Wynik                           | Przeciwnik Wynik                     | Pozycja |
| ----------------------------- | ----------- | ----------------------------------- | ----------------------------------------- | ------------------------------------------ | ------------------------------------ | ------- |
| Lucie Hradecká Radek Štěpánek | mikst       | Garbiñe Muguruza Rafael Nadal W w/o | Irina-Camelia Begu Horia Tecău W 6:4, 7:5 | Bethanie Mattek-Sands Jack Sock P 4:6, 6:7 | Sania Mirza Rohan Bopanna W 6:1, 7:5 | brąz    |

### Triathlon
| Zawodniczka      | Konkurencja | Pływanie (1,5 km) | Zmiana 1 | Jazda na rowerze (40 km) | Zmiana 2 | Bieg (10 km) | Czas    | Pozycja |
| ---------------- | ----------- | ----------------- | -------- | ------------------------ | -------- | ------------ | ------- | ------- |
| Vendula Frintová | kobiety     | 19:21             | 0:56     | 1:04:27                  | 0:36     | 36:29        | 2:01:49 | 27.     |

### Wioślarstwo
Mężczyźni
| Zawodnik                                                 | Konkurencja | Eliminacje | Eliminacje  | Repasaż | Repasaż     | Ćwierćfinały | Ćwierćfinały | Półfinały C/D | Półfinały C/D | Półfinały A/B | Półfinały A/B | Finał C/D | Finał C/D | Finał A/B | Finał A/B | Pozycja |
| Zawodnik                                                 | Konkurencja | Czas       | M.          | Czas    | M.          | Czas         | M.           | Czas          | M.            | Czas          | M.            | Czas      | M.        | Czas      | M.        | Pozycja |
| -------------------------------------------------------- | ----------- | ---------- | ----------- | ------- | ----------- | ------------ | ------------ | ------------- | ------------- | ------------- | ------------- | --------- | --------- | --------- | --------- | ------- |
| Ondřej Synek                                             | M1x         | 7:21,90    | 6. Q (Ć)    | BYE     | BYE         | 6:50,51      | 7. Q (PA/B)  | BYE           | BYE           | 6:58,56       | 1. Q (FA)     | BYE       | BYE       | 6:44,10   | 3.        | brąz    |
| Lukaš Helešic Jakub Podrazil                             | M2-         | 6:42,71    | 7. Q (PA/B) | BYE     | BYE         | —            | —            | BYE           | BYE           | 6:32,85       | 11. (FB)      | BYE       | BYE       | 7:00,04   | 1.        | 7.      |
| Jiří Kopáč Jan Vetešník Ondřej Vetešník Miroslav Vraštil | LM4-        | 6:39,95    | 13. q (R)   | 6:04,30 | 3. Q (PA/B) | —            | —            | BYE           | BYE           | 6:33,43       | 12. (FB)      | BYE       | BYE       | 6:43,52   | 6.        | 12.     |

Kobiety
| Zawodniczka                          | Konkurencja | Eliminacje | Eliminacje | Repasaż | Repasaż     | Ćwierćfinały | Ćwierćfinały | Półfinały A/B | Półfinały A/B | Finał C/D | Finał C/D | Finał A/B | Finał A/B | Pozycja |
| Zawodniczka                          | Konkurencja | Czas       | M.         | Czas    | M.          | Czas         | M.           | Czas          | M.            | Czas      | M.        | Czas      | M.        | Pozycja |
| ------------------------------------ | ----------- | ---------- | ---------- | ------- | ----------- | ------------ | ------------ | ------------- | ------------- | --------- | --------- | --------- | --------- | ------- |
| Miroslava Knapková                   | W1x         | 8:28,90    | 10. Q (Ć)  | BYE     | BYE         | 7:37,04      | 8. Q (PA/B)  | 7:47,53       | 7. (FB)       | BYE       | BYE       | 7:22,86   | 1.        | 7.      |
| Lenka Antošová Kristýna Fleissnerová | W2x         | 7:35,85    | 11. q (R)  | 7:03,68 | 3. Q (PA/B) | —            | —            | 7:03,79       | 11. (FB)      | BYE       | BYE       | 7:43,77   | 4.        | 10.     |

### Zapasy
Kobiety – styl wolny
| Zawodniczka       | Konkurencja | Kwalifikacje     | 1/8                   | Ćwierćfinał      | Półfinał         | Repesaż 1        | Repesaż 2        | Finał            | Pozycja |
| Zawodniczka       | Konkurencja | Przeciwnik Wynik | Przeciwnik Wynik      | Przeciwnik Wynik | Przeciwnik Wynik | Przeciwnik Wynik | Przeciwnik Wynik | Przeciwnik Wynik | Pozycja |
| ----------------- | ----------- | ---------------- | --------------------- | ---------------- | ---------------- | ---------------- | ---------------- | ---------------- | ------- |
| Adéla Hanzlíčková | −63 kg      | BYE              | Hanna Johansson P 0:4 | NQ               | NQ               | NQ               | NQ               | NQ               | 19.     |

### Żeglarstwo
Mężczyźni
| Zawodnik      | Konkurencja | Wyścig | Wyścig | Wyścig | Wyścig | Wyścig | Wyścig | Wyścig | Wyścig | Wyścig | Wyścig | Wyścig | Wyścig | Wyścig | Punkty | Finałowa pozycja |
| Zawodnik      | Konkurencja | 1      | 2      | 3      | 4      | 5      | 6      | 7      | 8      | 9      | 10     | 11     | 12     | M*     | Punkty | Finałowa pozycja |
| ------------- | ----------- | ------ | ------ | ------ | ------ | ------ | ------ | ------ | ------ | ------ | ------ | ------ | ------ | ------ | ------ | ---------------- |
| Karel Lavický | RS:X        | 26     | 30     | 30     | 30     | DNF    | 26     | 24     | DNF    | 29     | DNF    | 25     | 31     | NQ     | 324    | 31.              |
| Viktor Teplý  | Laser       | 29     | 18     | 30     | 19     | 13     | 23     | 29     | 29     | 32     | 34     | —      | —      | NQ     | 222    | 28.              |

Kobiety
| Zawodniczka       | Konkurencja  | Wyścig | Wyścig | Wyścig | Wyścig | Wyścig | Wyścig | Wyścig | Wyścig | Wyścig | Wyścig | Wyścig | Wyścig | Wyścig | Punkty | Finałowa pozycja |
| Zawodniczka       | Konkurencja  | 1      | 2      | 3      | 4      | 5      | 6      | 7      | 8      | 9      | 10     | 11     | 12     | M*     | Punkty | Finałowa pozycja |
| ----------------- | ------------ | ------ | ------ | ------ | ------ | ------ | ------ | ------ | ------ | ------ | ------ | ------ | ------ | ------ | ------ | ---------------- |
| Veronika Fenclová | Laser Radial | 11     | 7      | 11     | 16     | 9      | 16     | 8      | 22     | 17     | 19     | —      | —      | NQ     | 113    | 12.              |